# Подволоченское муниципальное образование
Подволоченское муниципальное образование — муниципальное образование со статусом сельского поселения в 
Усть-Удинском районе Иркутской области России. Административный центр — Подволочное.

## Демография
По результатам Всероссийской переписи населения 2010 года 
численность населения муниципального образования составила 302 человека, в том числе 155 мужчин и 147 женщин.

## Населенные пункты
В состав муниципального образования входят населенные пункты
- Подволочное
- Карда[2]